# توكيو جانغل (لعبة فيديو)
توكيو جانغل (بالإنجليزية: Tokyo Jungle) (باليابانية: トーキョー ジャングル) ، هي لعبة فيديو من صنف مغامرات، أنتجت وطورت من قبل توكيو ستوديو سنة 2012 ، وتعمل على نظامي بلاي ستيشن 3 وبلاي ستيشن فيتا.

## قصة المغامرة
تبدأ المغامرة حول المدينة اليابانية المكتضة بالسكان في ذلك الوقت بمدينة طوكيو، وحيث أنعدم الحياة فيها، ونهاية الحضارة اليابانية، أنتشر الحيوانات بشكل كبير كالأسود والغزلان والحمار الوحشي ونحو ذلك.

## وصلات خارجية
- الموقع الرسمي
 (باليابانية)